# Фаустинув (гміна Клещув)
Фаустинув (пол. Faustynów) — село в Польщі, у гміні Клещув Белхатовського повіту Лодзинського воєводства.
У 1975-1998 роках село належало до Пйотрковського воєводства.